# Leopold Nowak (Schauspieler, 1856)
Leopold Nowak (17. Mai 1856 in Brünn – nach 1917) war ein Theaterschauspieler und -regisseur.

## Leben
Nowak, der Sohn eines Staatsbeamten, nahm Unterricht bei einer Schauspielerin des Brünner Stadttheaters und widmete sich danach der Bühne. Sein erstes Engagement hatte er in Gera, danach kam er nach Hanau, Lübeck, Liegnitz, Görlitz, Posen, Königsberg, Zürich, Nürnberg, Graz, Oldenburg und wurde von dort 1898 an das neugegründete Kaiserjubiläums-Stadttheater in Wien engagiert, wo er als „Quintilius Varus“ in der Hermannsschlacht debütierte. 1899 hatte er eine Rolle in Turandot, Prinzessin von China.
Im November und Dezember 1903 war er in dem Lustspiel Liebesmanöver als Oberst von Velsen zu sehen. Die Kritiken fielen vernichtend aus, was allerdings mehr das Stück als die Akteure betraf. Adam Müller-Guttenbrunn, der 1898 das neue Stadttheater mit der Hermannsschlacht eröffnet hatte, war 1903 finanziell ruiniert und musste sich aus dem Theaterbetrieb zurückziehen.
Nowak war später am Wiener Raimundtheater tätig. Er wirkte dort auch als Regisseur. Er ist bis nach dem Ersten Weltkrieg nachweisbar.

## Zeitgenössische Rezeption
„Nowak vertrat das Charakterfach, in welchem er sich wirkungsvoll erwies. Sowohl in der Klassik wie im modernen Stück war er stets bestrebt die Gestalten in einheitlicher Charakteristik zu verkörpern. Er führte eine klare, verständige und deutliche Sprache, und fand dieser fleißige, tüchtige Schauspieler auch gebührende Anerkennung.“